# Saab 37 Viggen
El Saab 37 Viggen (en sueco: «rayo») es un avión de combate fabricado por la compañía sueca Saab entre los años 1970 y 1990 con la finalidad de reemplazar al Saab 35 Draken. Del Viggen se llegaron a producir diversas variantes, desempeñando roles de avión interceptor, avión de ataque y de reconocimiento aéreo, así como una variante biplaza.

## Desarrollo

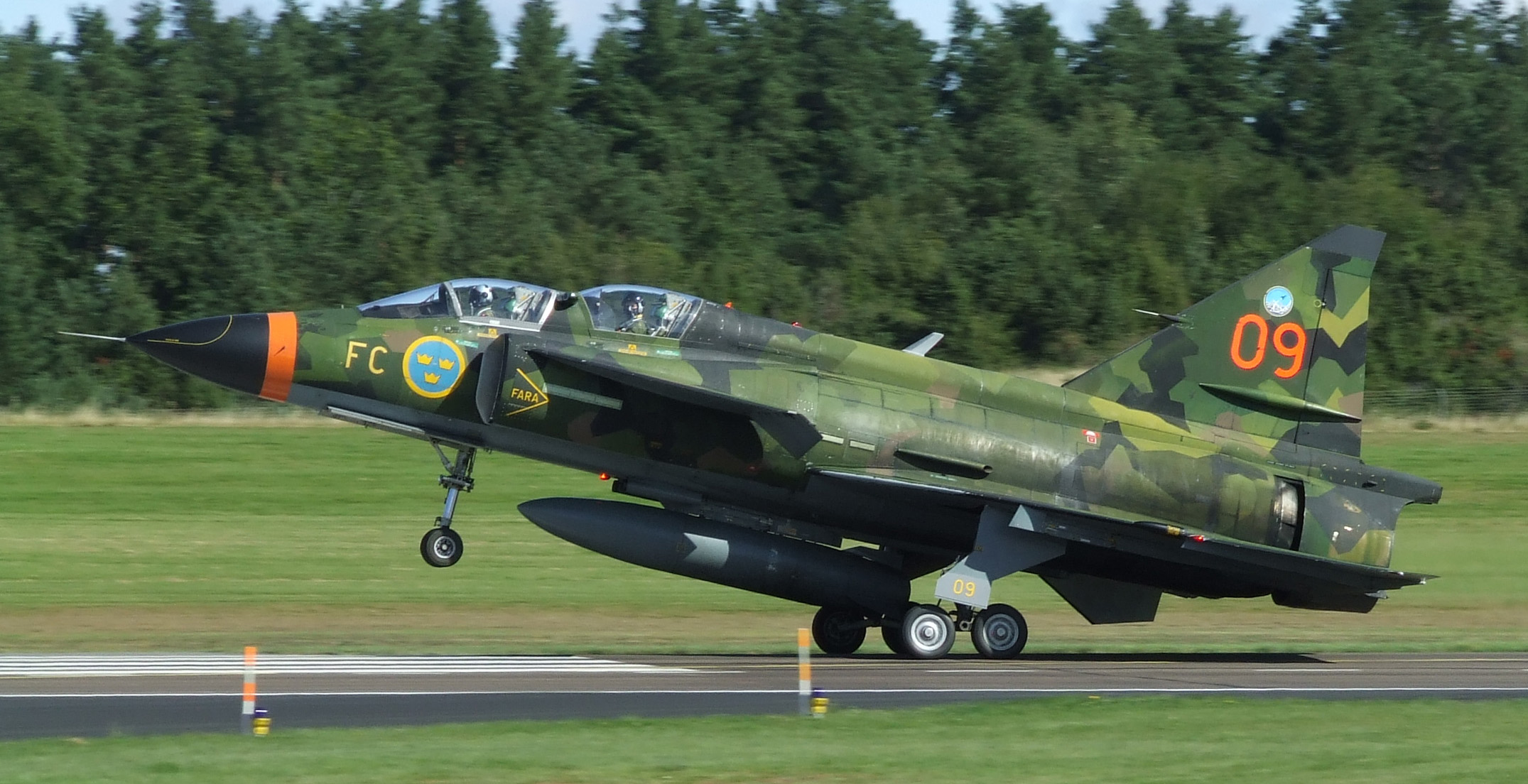
Un Viggen biplaza.

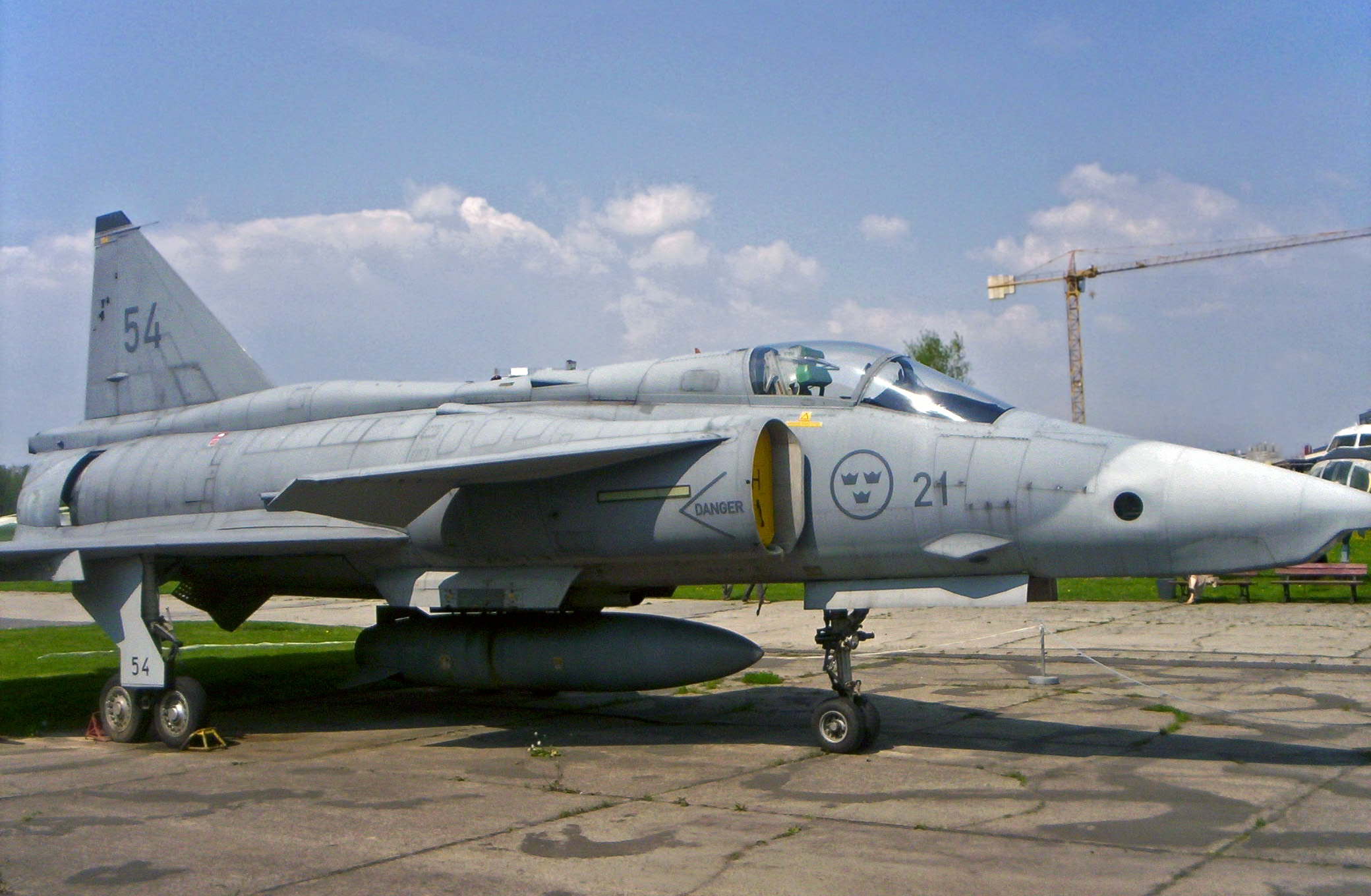
Saab SH 37 Viggen de reconocimiento.

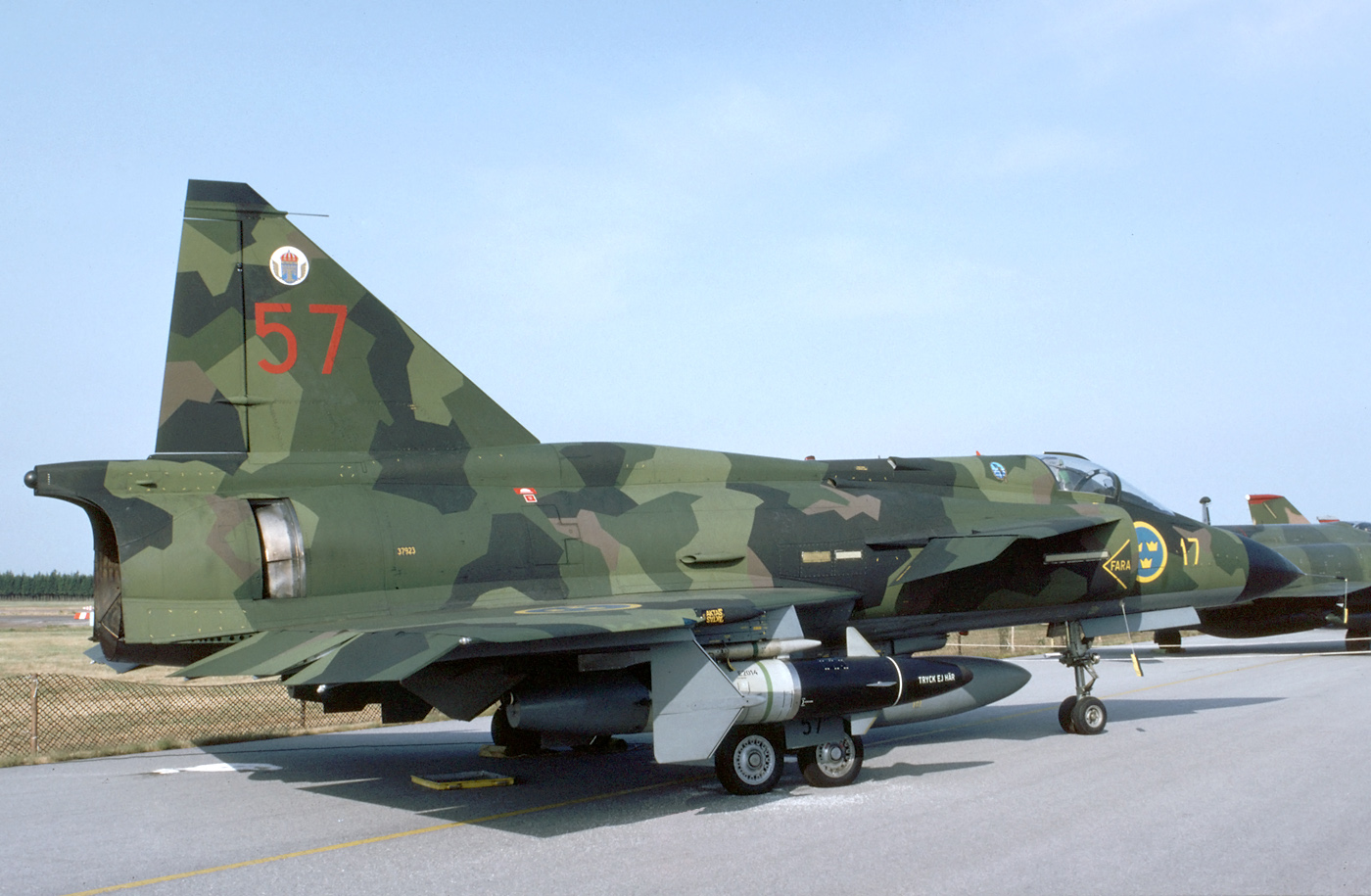
Saab SH 37 Viggen en un festival aéreo.

Los primeros estudios para desarrollar un sucesor del Saab 35 Draken se realizaron entre 1952 y 1957, donde participó el diseñador finlandés Aarne Lakomaa. Tras varios debates acerca del modelo militar sueco se decidió seguir adelante con la búsqueda de un nuevo avión. En 1962 las especificaciones y el diseño del Viggen fueron cerrados, recibiendo la designación de 37, con la misión inicial de ataque a tierra, en sustitución del Lansen. Sin embargo el avión estaba diseñado en realidad como multimisión. Debería ser capaz de realizar distintas misiones mediante la elección específica de vainas externas. Pero la aviónica de entonces no había avanzado lo suficiente como para hacer factible el concepto, la consecuencia fue que se produjeran cinco versiones diferentes
La construcción comenzó en 1964, con el primer vuelo de prueba en 1967. El objetivo era producir un caza monomotor con capacidad STOL que pudiese utilizar pistas alternativas como carreteras y autopistas en caso de un ataque que le impidiera aterrizar en instalaciones militares u otros complejos. Otros requisitos eran una velocidad supersónica a baja altitud y alcanzar Mach 2 a altas cotas y la posibilidad de hacer aterrizajes cortos con ángulos de ataque bajos para evitar el daño en las pistas improvisadas.
Para conseguir esas metas, Saab seleccionó una configuración singular: una ala en delta convencional con alas de tipo canard a mayor altura. Las alas canard se han convertido en un tipo común en los cazas actuales, usándose en aviones como el Eurofighter Typhoon y el IAI Kfir. Tanto sus alas convencionales como las canard producen sustentación, por lo que se puede considerar al Viggen un biplano moderno. Para resistir la tensión en aterrizajes, Saab utilizó titanio en gran parte del Viggen, especialmente en el fuselaje, y añadió un tren de aterrizaje inusual para cazas, pero común en aviones de pasajeros y carga, con dos ruedas en tándem. El avión fue diseñado para que desde un principio fuese fácil de reparar y mantener, incluso con personal poco entrenado. Los sistemas internos son modulares para facilitar mejoras, reeemplazos y reparaciones, siendo además pionero en el uso de un sistema de aviso de fallos incorporado a la electrónica del avión.
El avión fue diseñado utilizando una proporción alta de tecnología y experiencia estadounidense, gracias al acuerdo de cooperación en tecnología militar entre Estados Unidos y Suecia. Los Estados Unidos deseaban una Fuerza Aérea Sueca fuerte para poder proteger a los submarinos balísticos desplegados en la costa oeste de Suecia. Consecuentemente, la construcción del avión fue más rápida y barata que hubiera sido en otro caso.
Entre 1963-64 se produjo un gran debate político, cuestionando los sobrecostos. Algunos pedían el desarrollo de una versión de ataque a tierra del Draken, mientras que otros defendían la compra de un avión listo para operar. Hubo que reducir los costos del programa y se creó un comité para estudiar aviones extranjeros para evaluar la posibilidad de compra directa. El McDonnell F-4 Phantom II era el tipo preferido pero la decisión final fue continuar con el programa Viggen.
En un principio se pensó en equiparlo con la turbina británica Bristol Olympus , que equipaba al BAC TSR.2. Pero se quiso evitar que sólo la fuerza aérea sueca fuera usuario de este motor. La variante JA 37 está impulsada con un motor turbofán Svenska Flygmotor RM8B, una versión del Pratt & Whitney JT8D que se utilizaba en aviones comerciales como el Boeing 737 y el Douglas DC-9, pero con postquemador. Volvo había desarrollado el postquemador, dando mayor potencia al motor. La cámara de postcombustión era necesaria para mejorar el rendimiento en pistas cortas, ya que por facilitar el mantenimiento se prefería un diseño monomotor. El motor podía hacer una inversión de empuje durante los aterrizajes, una característica compartida con el Panavia Tornado. El Viggen utilizaba una computadora de navegación Datasaab CK37, la primera diseñada para un avión de combate en utilizar circuitos integrados. Además incorporó el sistema STRIL 60 para enlaces con los sistemas de defensa aérea suecos. El motor es reflejo de la filosofía de un avión económico, ya que se hizo énfasis en un bajo consumo de combustible a altas velocidades subsónicas a baja altura y simplicidad mecánica. Las tomas de aire eran simples secciones en forma de 'D'.
En 1965 se decidió posponer la entrega en 18 meses, retrasando la fecha a 1971. En 1965 una maqueta fue expuesta al público por primera vez. Cuando se solicitó autorización para comprar 831 aviones el comité de defensa redujo el número debido a los altos costos. Afortunadamente, la versión de ataque había sido ya desarrollada con función secundaria de caza. También se decidió en 1967 no ordenar el desarrollo de las versiones para interceptación y reconocimiento, por razones presupuestarias. A cambio se autorizó el primer lote de 100 aviones( 83 ede la versión de ataque AJ 37 y 17 biplazas). En 1968 se autorizó el desarrollo de la versión de reconocimiento (75 aviones), SH 37 de reconocimiento marítimo y SF 37 de reconocimiento fotográfico. En enero de 1969 se comenzó a pensar en un nuevo caza para reemplazar el Draken, lo que llevó a la versión pura de combate Viggen. Sin embargo no fue un camino recto. De nuevo se evaluó comprar un caza ya operativo en el extranjero, para luego estudiar el Flygplan 80 (ala alta y bimotor, parecido al Jaguar anglo-francés). Finalmente en 1972 se dio luz verde para el diseño del que sería JA 37 Viggen.
El primer escuadrón operacional se creó en 1972, con una versión optimizada para combate a tierra. Tras 110 unidades del modelo original AJ 37 y 18 unidades del biplaza de entrenamiento SK 37 entregadas, 26 unidades de la versión de reconocimiento SF 37, para reemplazar al S 35 Draken en 1975, y otras 26 unidades SH 37 para reconocimiento marítimo fueron construidas en 1974, reemplazando al Saab 32 Lansen.
A pesar de que el Viggen fue puesto en oferta mundialmente, y ser considerado un avión competente, no se realizaron ventas de exportación. Varias razones para este fallo fueron los controles estrictos del gobierno sueco para la venta de armas en países no democráticos, las dudas de los potenciales compradores sobre la continuidad del mantenimiento ofrecido y piezas de reparación y las presiones diplomáticas por parte de otros países. Hubo contactos con Australia, Alemania Federal, Suiza y Austria sin éxito. El Viggen compitió, con bastantes opciones, en el contrato que se llevó el F-16 para reemplazar los aviones de combate de Bélgica, Holanda, Dinamarca y Noruega. En 1967 el gobierno inglés envió una solicitud de cotización, ya que andaba buscando un avión de ataque. Lo curioso es que los requisitos británicos no correspondían con las características del Viggen, por lo que SAAB discutió acerca de una versión bimotor con motores Spey. Estados Unidos bloqueó la exportación del Viggen a la India en 1978 al no expedir una licencia de exportación del motor RM8/JT8D, forzando a la India a escoger al SEPECAT Jaguar en su lugar.
La última versión del Viggen fue el interceptor JA 37. Está incorporó una versión mejorada y más potente del  motor RM8B, un nuevo radar de interceptación PS 46/A, nuevas computadoras, HUD, ECM y otros subsistemas. La apuesta sueca por la tecnología era inusual para un caza de su época: 3 pantallas multipropósito CRT en el cockpit, un nuevo modelo de HUD, nuevo radar compatible con misiles Skyflash que daban capacidad para el combate BVR. Su armamento era nada menos que dos misiles Skyflash, cuatro misiles Sidewinder y un cañón Oerlikon KCA de 30 mm.. Las últimas de las 149 unidades del JA 37 se entregaron en 1990. Se realizaron varias actualizaciones durante los años siguientes, principalmente en el equipo de cabina, armas y sensores, pero fue retirado el 25 de noviembre de 2005 a favor del nuevo avión de Saab, el Gripen.

## Especificaciones (JA 37 Viggen)

### Características generales
- Tripulación: 1× (2× en versión biplaza)
- Longitud: 16,4 m (53,8 ft)
- Envergadura: 10,6 m (34,8 ft)
- Altura: 5,9 m (19,4 ft)
- Superficie alar: 46 m² (495,2 ft²)
- Peso vacío: 9500 kg (20 938 lb)
- Peso cargado: 17 000 kg (37 468 lb)
- Peso útil: 10 500 kg (23 142 lb)
- Peso máximo al despegue: 20 000 kg (44 080 lb)
- Planta motriz: 1× Turbofán Volvo RM8B.
  - Empuje normal: 73 kN (7439 kgf; 16 400 lbf) de empuje.
  - Empuje con postquemador: 125 kN (12 746 kgf; 28 100 lbf) de empuje.

### Rendimiento
- Velocidad máxima operativa (Vno): 2231 km/h (1386 MPH; 1205 kt)
- Alcance: 2000 km (1080 nmi; 1243 mi)
- Techo de vuelo: 18 000 m (59 055 ft)
- Régimen de ascenso: 150 m/s (29 527 ft/min)
- Empuje/peso: 1.12

### Armamento
- Cañones: 

  - 1x Oerlikon KCA de 30 mm con 150 proyectiles
- Puntos de anclaje: 6 con una capacidad de 6 000 kg, para cargar una combinación de:  
  - Bombas: Bombas de propósito general
  - Cohetes: 

    - 4x contenedores de cohetes de 135 mm

  - Misiles: 

    - 2x Skyflash
    - 4x AIM-120 AMRAAM
    - 6x AIM-9 Sidewinder
    - RBS-04
    - RBS-15
    - RB-75 Maverick

## Relación con el SR-71 Blackbird
Las misiones Baltic Express de los años 80 del SR-71 seguían una ruta que incluía volar a través de un estrecho corredor de espacio aéreo internacional, cerca de Suecia. Aunque Suecia era neutral su gobierno no permitía aviones de espionaje en su espacio aéreo.
Los Saab J-35F Draken hicieron intentos de interceptación, pero fracasaron. Con la llegada de la versión interceptoras del Viggen los suecos trataron de interceptar esos vuelos cuando violaban el espacio aéreo sueco. No fue fácil por la altura y velocidad, y la multud de cosas que podían salir mal. Se hubo de crear una táctica de intercepción frontal y lograr una coordinación perfecta con los radares en tierra. Está táctica tuvo éxito varias veces, ya que los pilotos suecos obtuvieron el tono que confirmaba que sus misiles habían fijado el blanco. 
Para lograr la interceptación el JA-37 necesitaba alcanzar la velocidad y altitud en base a la información del sistema de seguimiento de datos del Centro de Operadores Aéreos. Estos datos indicaban exactamente dónde y cuándo se necesitaba iniciar el ascenso desde la altitud de crucero para poder adquirir un contacto de radar con el SR-71. Si el piloto no lo lograba la primera vez, la oportunidad se esfumaba. En algunas ocasiones la interceptación se frustró porque el SR-71 activó sus sistemas de contramedidas electrónicas, pero pronto se aprendió cómo evitarlos y se incorporó un sistema de contramedidas al JA-37.

### Aeronaves similares
- Republic F-105 Thunderchief
- McDonnell Douglas F-4 Phantom II
- Dassault Mirage F1
- Dassault Mirage 5
- IAI Kfir
- Túpolev Tu-28
- Mikoyan-Gurevich MiG-23
- Mikoyan MiG-27
- Avro Canada CF-105 Arrow

### Secuencias de designación
- Aviones de caza de Saab: 21 · 21R · 29 Tunnan · 32 Lansen · 35 Draken · 37 Viggen · 39 Gripen · NG Gripen